# 劉孚京
刘孚京（？年—？年），字镐仲，江西省建昌府南豐縣（今江西南丰县）人。清末官员、诗人、進士出身。
光緒十二年（1886年）丙戌科二甲進士；同年五月，俱著主事分部学习，授官刑部主事。改饶平县知县。刘孚京工诗，有《绣岩诗存》。《晚晴簃诗汇》收其诗作。